# Speedster Cup
Speedster Cup är en klass i roadracing och körs som supportklass på alla SM-tävlingar 2014 och som klass i några enskilda tävlingar.
Speedster Cup är i princip öppen för alla motorcyklar som har en motor på minst 400 cc och minst 35 hk på bakhjulet. 
Som en tävling i tävlingen inom Speedster Cup kördes under säsongen 2014 även Kawasaki ER-6n Cup, en underklass inom Speedster Cup där resultaten av de som körde den specifika motorcykelmodellen Kawasaki ER-6n räknades som en egen serie. För säsongen 2015 har Kawasaki ER-6n Cup flyttats till Rookie 600.
Speedster Cup lanserades av Svemo under 2014 som ett försök att popularisera tävlande i roadracing. Svemos erfarenheter från Norge, England och Frankrike visar på att det finns ett intresse för en enklare instegsklass till roadracingtävlande, en klass där man förmodar att varvtiderna är något långsammare än i klasserna Rookie 600 och Rookie 1000.
De förare som är för snabba jämfört med övriga tävlandes resultat blir enligt reglemente automatiskt uppflyttade till andra klasser.
Tävlingsfordon i Speedster Cup ska följa Svemos reglemente i sin helhet samt har ett antal klass-specifika tillägg. Nytt för 2015 är att man får använda såväl gatdäck som slicks i Speedster Cup. Under 2014 var endast gatgodkända däck (ej slicks) tillåtna vid torr bana . Regndäck är, precis som under 2014, tillåtna under 2015 års säsong.

## Tävlingsdatum 2014
| Omgång | Datum               | Bana                    | Arrangör      |
| ------ | ------------------- | ----------------------- | ------------- |
| 1      | 1 juni 2014         | Karlskoga Motorstadion  | Karlskoga MF  |
| 2      | 14-15 juni 2014     | Linköpings Motorstadion | Linköpings MS |
| 3      | 19-20 juli 2014     | Karlskoga Motorstadion  | Karlskoga MF  |
| 4      | 24 juli 2014        | Karlskoga Motorstadion  | Karlskoga MF  |
| 5      | 16 -17 augusti 2014 | Falkenberg Motorbana    | Falkenberg MK |
| 6      | 30-31 augusti 2014  | Linköpings Motorstadion | Linköpings MS |

## Resultat 2014
| Placering | Nummer | Förare          | Team                        | Klubb         | Fabrikat     |
| --------- | ------ | --------------- | --------------------------- | ------------- | ------------ |
| 1         | 25     | Jesper Hubner   | Kawasaki Racing Team Sweden | Linköpings MS | Kawasaki ER6 |
| 2         | 36     | Markus Karlsson | Kawasaki Racing Team Sweden | Karlskoga MF  | Kawasaki ER6 |
| 3         | 51     | Johan Lavi      |                             | Linköpings MS | Yamaha       |

## Tävlingsdatum 2015
| Omgång | Datum                | Bana                    | Arrangör              |
| ------ | -------------------- | ----------------------- | --------------------- |
| 1      | 2-3 maj 2015         | Anderstorp Raceway      | Anderstorp RC         |
| 2      | 27-28 juni 2015      | Linköpings Motorstadion | Linköpings MS         |
| 3      | 18-19 juli 2015      | Karlskoga Motorstadion  | Karlskoga MF          |
| 4      | 15-16 augusti 2015   | Falkenberg Motorbana    | Falkenberg Motorklubb |
| 5      | 19-20 september 2015 | Linköpings Motorstadion | Linköpings MS         |